# Rhéal Fortin
Pour les articles homonymes, voir Fortin.
Rhéal Éloi Fortin, né à Laval-des-Rapides (Québec), est un avocat et homme politique canadien. Député de la circonscription de Rivière-du-Nord à la Chambre des communes depuis les élections fédérales de 2015, il est chef intérimaire du Bloc québécois du 21 octobre 2015 au 18 mars 2017.

## Biographie
Rhéal Fortin naît à Laval-des-Rapides dans un milieu ouvrier. Après avoir débuté des études en électronique au cégep, il a travaillé de 1977 à 1985 dans l'usine de pétrochimie BASF à Laval. En septembre 1985, il entreprend des études en droit à l'Université de Sherbrooke et est reçu avocat en 1989. Il s'installe alors dans la région des Laurentides et pratique sa profession à Saint-Jérôme depuis 1992. Il réside à Saint-Sauveur depuis 1998.
Rhéal Fortin occupe de nombreux postes au sein de conseils d’administration d'organismes communautaires et dans le réseau de la santé. Il est également membre du conseil exécutif de la section Laurentides-Lanaudière du Barreau du Québec de 2006 à 2015 et bâtonnier de cette section en 2013-2014. Il siège au Conseil général du Barreau du Québec entre 2012 et 2014. Il s'est joint au cabinet Dunton Rainville en 2017 à titre d'avocat-conseil.

### Carrière politique

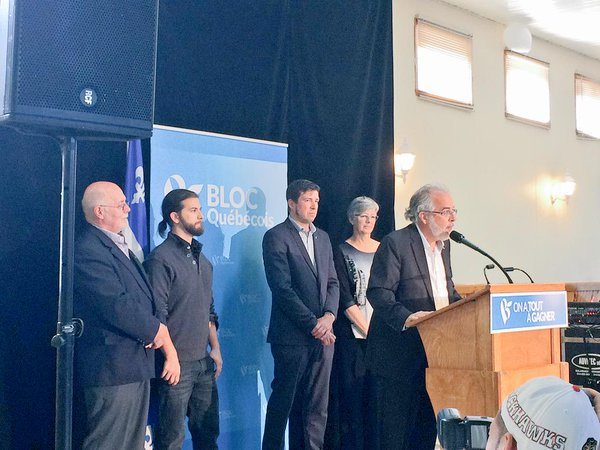
Rhéal Fortin en compagnie de l'équipe du Bloc québécois de la région des Laurentides lors d'un rassemblement militant le 4 octobre 2015 à Sainte-Sophie, dans la circonscription de Rivière-du-Nord.

Rhéal Fortin se décrit comme souverainiste depuis toujours. En 1989 il devient président de l'association de circonscription du Parti québécois de Terrebonne. Il s'implique ensuite dans la circonscription de Labelle. En 1994 il est élu vice-président de la nouvelle circonscription de Bertrand. Il occupe ensuite le poste de président régional du PQ Laurentides et siège au Bureau National du parti. Il sera plus tard élu président du PQ pour la circonscription de Prévost. En 2008, il est candidat à l'investiture du Parti québécois dans la circonscription de Prévost, mais est défait de justesse par Gilles Robert. La même année il est élu président du Bloc québécois pour la circonscription de Rivière-du-Nord, poste qu'il occupera jusqu'en 2015. Il est ensuite élu président du Parti québécois pour la circonscription de Saint-Jérôme de 2014 à 2015. Il quittera alors ses fonctions pour se porter candidat du Bloc québécois dans Rivière-du-Nord et est élu le 19 octobre 2015 député de cette circonscription. Deux jours plus tard, à la suite de la démission du chef bloquiste Gilles Duceppe, il est nommé chef intérimaire de ce parti.
Le 7 décembre 2016, il annonce qu'il ne sera pas candidat au poste de chef du Bloc québécois lors de la course à la direction qui a eu lieu en 2017.

#### Crise de 2018 au Bloc québécois
Rhéal Fortin fait partie des sept députés du Bloc québécois qui quittent le parti en février 2018, et siègent sous l'étiquette de Groupe parlementaire québécois, puis Québec debout, à la suite de désaccords avec la cheffe Martine Ouellet. Pour l'ancien chef bloquiste Daniel Paillé : « le fondamental du parti [...], c'est resté à mon avis entre les mains de [Louis] Plamondon et de Rhéal Fortin, et des autres. » Fortin réintègre le Bloc en septembre 2018.

#### Deuxième mandat
Rhéal Fortin est réélu lors des élections fédérales de 2019. En novembre 2019 il est porte-parole de son parti en matière de Justice et vice-président du Comité permanent de la justice et des droits de la personne.

#### Troisième mandat
Rhéal Fortin est réélu lors de des élections fédérales de 2021. Il est reconduit comme porte-parole de son parti en matière de Justice et vice-président du Comité permanent de la justice et des droits de la personne. À la suite de l'invocation de la Loi sur les mesures d'urgence par le gouvernement de Justin Trudeau pour faire face aux manifestations du Convoi de la liberté, il est nommé coprésident du Comité mixte spécial d’examen parlementaire sur la déclaration de situation de crise.

## Résultats électoraux
|       | Candidat                        | Parti          | # de voix | % des voix |
|       | Romain Vignol                   | Conservateur   | +04 793,  | 8,46 %     |
|       | Rhéal Fortin                    | Bloc québécois | +18 157,  | 32,05 %    |
|       | Janice Belair Rolland           | Libéral        | +14 933,  | 26,36 %    |
|       | (sortant) Pierre Dionne Labelle | NPD            | +17 077,  | 30,14 %    |
|       | Joey Leckman                    | Vert           | +01 436,  | 2,53 %     |
|       | Fobozof A. Côté                 | Rhinocéros     | +00261,   | 0,46 %     |
| Total | Total                           | Total          | 56 657    | 100 %      |